# Petrovac (República Srpska)
La municipalidad de Petrovac se localiza dentro de la región de Banja Luka, dentro de la República Srpska, en Bosnia y Herzegovina.

## Localidades
Esta municipalidad de la República Srpska, localizada en Bosnia y Herzegovina se encuentra subdividida en las siguientes localidades a saber:
- Bunara
- Drinić
- Podsrnetica.

## Geografía
La Municipalidad de Petrovac se encuentra ubicada entre los municipios de Bosanski Petrovac (perteneciente a la Federación de Bosnia y Herzegovina), en el norte y el oeste, y Ribnik Istočni Drvar en el este, y Drvar en el sur.

## Demografía
Si se considera que la superficie total de este municipio es de ciento cuarenta y cinco kilómetros cuadrados y su población está compuesta por unas trescientos setenta y seis personas, se puede estimar que la densidad poblacional de esta municipalidad es de casi tres habitantes por cada kilómetro cuadrado de esta división administrativa.